# Рога (фильм)
«Рога» (англ. Horns) — американский темнофэнтезийный триллер режиссёра Александра Ажа, экранизация одноимённого романа Джо Хилла. В главных ролях Дэниел Рэдклифф и Джуно Темпл. Премьера фильма состоялась на кинофестивале в Торонто 6 сентября 2013 года.

## Сюжет
Иг Перриш живёт в городе Гидеон-Бей на северо-западе США. Однажды его обвиняют в убийстве его возлюбленной — Меррин. Практически все жители, включая собственных родителей, отворачиваются от молодого человека. В отчаянии он совершает акт богохульства, в результате чего у Ига вырастают рога и появляются паранормальные способности — в его присутствии люди говорят то, что думают, и делают то, о чём на самом деле мечтают.
Игнатий «Иг» Перриш становится главным подозреваемым — его подруга Меррин найдена изнасилованной и убитой. Несмотря на все его заявления о невиновности, общество настроено против него. Он обособленно живёт в доме со своими родителями и братом Терри, прячась от прессы и ненавидящих его людей. После выяснения отношений с отцом Меррин, который считает, что Иг виновен, Иг сильно напивается, мочится на могилу Меррин и на следующее утро просыпается с парой рогов, торчащих из его головы. Удивительно, но люди не особо волнуются из-за того, что они у него есть. Более того, они начинают странно себя вести, рассказывая Игу свои потаённые желания.
Уговорив своего врача на то, что тот должен отпилить рога, Иг, находясь под наркозом, вспоминает своё детство, когда он впервые встретил Меррин. Молодой Иг видит в церкви девочку, которая пускает крестиком на цепочке солнечные зайчики в его сторону. После службы он находит на месте, где сидела та девочка, потерянный ею крестик на разорванной цепочке. Он и его друзья играются со взрывающимися бомбочками; Иг на спор съезжает в тележке по опасному пути в реку, ударяется головой и не может всплыть из-за плавающих брёвен. Почти утонувшего его спасает Ли, друг детства и успешный адвокат в настоящем времени. Позже Иг отдаёт выигранную в споре бомбочку Ли за исправление цепочки Меррин, а Ли теряет два пальца, когда бомбочка случайно взрывается. Иг возвращает цепочку с крестиком Меррин и они влюбляются.
Доктор отвлекается во время операции на ассистентку, чтоб заняться с ней сексом, не заканчивает операцию, и Игу приходится ходить с рогами, которые постоянно растут. Иг посещает своих родителей, но под властью рогов его мать говорит, что она не хочет, чтобы он был её сыном, а его отец сказал ему, что считает его бесполезным без Меррин, и что его друг помог ему сжечь лабораторию, где проводились тесты ДНК на опознание убийцы, чтоб Ига не опознали. Иг идёт в бар, по дороге парой слов заставив репортёров драться друг с другом, и пытается найти доказательства того, что он не убивал Меррин. Несколько человек признаются в своих самых глубоких секретах, и бармен сжигает здание, чтобы получить страховку.
От одного из посетителей Иг узнал, что новый свидетель по делу — официантка в закусочной, где Меррин порвала с ним в ту ночь, когда умерла, и официантка утверждает, что Иг возвращался и затащил Меррин в машину. Иг находит её и выясняет, что та придумала свою историю, чтобы стать известной. Когда Иг разговаривает с Терри, он узнаёт, что это Терри подвозил Меррин из закусочной в ночь её смерти. Когда он прикасается к Терри, Иг видит, что случилось той ночью: после прикосновения Терри Меррин выскочила из машины по дороге домой и побежала в лес; поддатый Терри уснул в машине и проснулся следующим утром с окровавленным камнем в руке, позже обнаружив труп Меррин под деревом. Боясь быть пойманным, он убежал. Разгневанный, Иг нападает на Терри, и его арестовывает Эрик Ханнити, полицейский и ещё один друг детства. На следующее утро Ига освобождают из тюрьмы с помощью Ли. Он обнаруживает, что поскольку Ли носит крестик Меррин, тот не видит рога Ига и не поддаётся их воздействию.
Иг обнаруживает, что змеи следуют за ним, куда бы он ни пошёл, и использует их для мести официантке. Он также заставляет Эрика раскрыть свои чувства полицейскому-напарнику (который отвечает на его чувства) и заставляет Терри вколоть себе большую дозу наркотиков, в результате чего Терри мучается воспоминаниями о смерти Меррин. Иг встречает Ли у доков, спрашивая о крестике Меррин, и тот говорит, что они с Меррин тайно встречались два месяца. Иг в гневе сдирает цепочку с крестом с шеи Ли; без цепочки Ли попадает под влияние рогов, признаваясь, что это он убил Меррин. В воспоминаниях показывают, что Ли тоже был влюблён в Меррин и очень ревновал к Игу в детстве. Ли пошёл за Меррин в лес, думая, что та разошлась с Игом, чтобы быть с ним, и в ревнивой ярости изнасиловал её, убил камнем, подставил Терри и украл её цепочку. В последующей драке Ли побеждает Ига, запирает его в своей машине, облив бензином, поджигает и топит машину с горящим телом в бухте. Ли говорит людям, что Иг признался в преступлении и покончил жизнь самоубийством. Рога позволяют Игу выжить, но он ужасно обожжён и обезображен.
Он приходит к отцу Меррин, который теперь поверил в его невиновность. Мистер Уильямс даёт Игу ключ-талисман Меррин. Когда Иг надевает крестик Меррин, его тело восстанавливается, а рога исчезают, что мистер Уильямс интерпретирует как благословение. В ящике их с Меррин домика на дереве Иг находит записку от возлюбленной, которая объясняет, что знала, что он собирается сделать ей предложение, но она умирала от рака и не хотела, чтобы он страдал, поэтому оттолкнула его, сказав, что любит кого-то другого.
Иг навещает брата в больнице и сообщает ему о своём открытии; Терри хочет пойти за Ли вместе с Иггом, но тот уговаривает его остаться в больнице и отдыхать. Иг встречается с Ли, который не помнит их первую стычку, и ведёт его в тот лес, где Меррин была убита. Эрик и Терри приходят арестовать Ли. Ли признаётся в убийстве, но затем легко убивает Эрика и травмирует Терри. Иг срывает цепочку с крестиком, готовый принять смерть, как вдруг у него вырастают ангельские крылья и самовольно поднимают его в воздух, а затем он загорается превращается в демонического монстра. Несмотря на то, что Ли смертельно ранит его, расстреляв из дробовика и проткнув вилами, Иг протыкает Ли одним из своих рогов и заставляет змею залезть в горло Ли, убивая его. Удовлетворённый местью, Иг умирает от своих ран на руках у подоспевшего Терри, а его тлеющий труп превращается в закалённую золу, и он, похоже, воссоединяется с Меррин в загробной жизни.

## В ролях
| Актёр           | Роль                 |
| --------------- | -------------------- |
| Дэниел Рэдклифф | Игнациус «Иг» Перриш |
| Джуно Темпл     | Меррин Уильямс       |
| Джо Андерсон    | Терри Перриш         |
| Джеймс Ремар    | Деррик Перриш        |
| Келли Гарнер    | Гленна               |
| Дэвид Морс      | Дейл Уильямс         |
| Макс Мингелла   | Ли Торно             |

## Создание
На главную роль первоначально рассматривался Шайа Лабаф, но позже он был заменён на Дэниела Рэдклиффа.
Съёмки начались в конце сентября 2012 года в Британской Колумбии. Александр Ажа, объясняя свой изначальный интерес к проекту, рассказал: «После прочтения культовой книги Джо Хилла я не мог сопротивляться искушению окунуться в дьявольский подземный мир и изобрести универсальный миф». Съёмки проходили в Ванкувере, Мишене и Сквамише. Закончились съёмки в декабре 2012 года.